# Walter Ahrendt

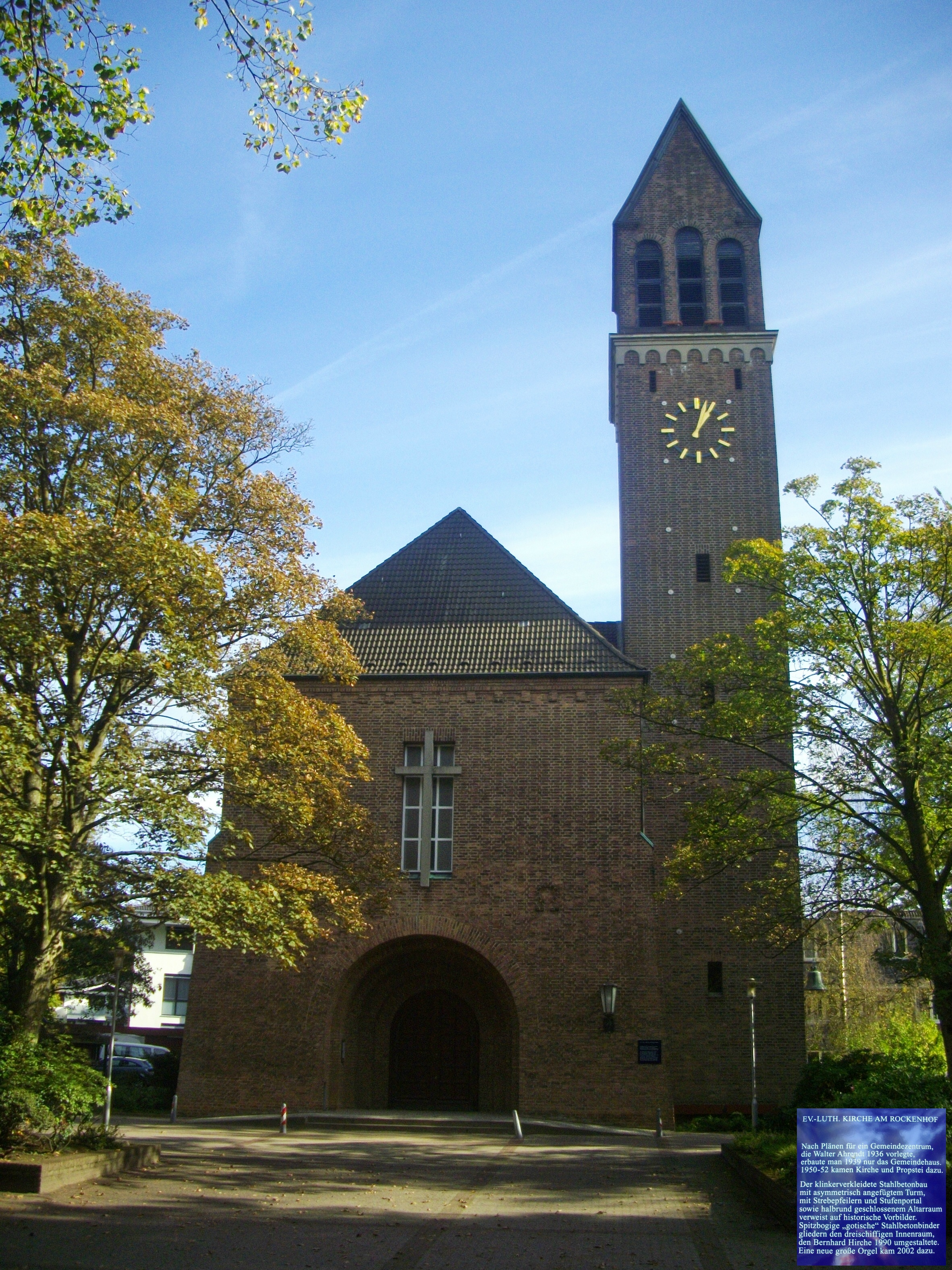
Kirche am Rockenhof in Hamburg-Volksdorf

Walter Carl Wilhelm Ahrendt (geb. 1. Juni 1901 in Hamburg; gest. 28. September 1973 in Hamburg) war ein deutscher Architekt, der hauptsächlich in und um Hamburg tätig war.

## Werkauswahl
- 1936      Bau der Mehrfamilienhäuser Uppenhof 1, 2, 3, 4 in Hamburg-Volksdorf[1]
- 1937      Bau der Siedlung Rittmeisterkoppel in Hamburg-Volksdorf[2]
- 1940      Bau des Kinderheims Südring 30–32[3]
- 1942      Bau des Jungschwesternhauses des UKE Hamburg-Eppendorf[4]
- 1950–1952 Neubau der Kirche am Rockenhof (Hamburg-Volksdorf)
- 1951–1952 Neubau des Wohn- und Geschäftshauses Farmsener Landstraße 189, Halenreie 2–4 in Hamburg-Volksdorf[5]
- 1951–1952 Instandsetzung der Bergstedter Kirche in Hamburg
- 1953      Bau der St.-Johannes-Kirche in Glinde[6]
- 1953–1954 Neubau der Marktkirche Poppenbüttel in Hamburg
- 1953–1954 Neubau der Matthias-Claudius-Kirche in Hamburg-Wohldorf[7]
- 1956–1957 Bau der Kapelle auf dem Friedhof Bergstedt[8]
- 1957      Erweiterung der Thomaskirche (Hamburg-Rahlstedt)
- 1962–1963 Bau der Volksschule Großensee[9] mit Turnhalle[10]